# Жарминський район
Жарми́нський район (каз. Жарма ауданы, рос. Жарминский район) — адміністративна одиниця у складі Абайської області Казахстану. Адміністративний центр — село Калбатау.

## Населення
Населення — 37460 осіб (2021; 44831 у 2009, 60247 у 1999, 71642 у 1989).
Національний склад станом на 2016 рік:
- казахи — 37671 особа (91,81 %)
- росіяни — 2515 осіб (6,13 %)
- німці — 245 осіб
- чеченці — 151 особа
- татари — 148 осіб
- українці — 127 осіб
- узбеки — 44 особи
- азербайджанці — 22 особи
- білоруси — 15 осіб
- киргизи — 12 осіб
- башкири — 8 осіб
- уйгури — 7 осіб
- молдовани — 7 осіб
- болгари — 3 особи
- корейці — 2 особи
- інші — 55 осіб

## Склад
До складу району входять 14 сільських округів, 1 міська та 4 селищні адміністрації:
| Поселення                             | Площа, км² | Населення, осіб (1989) | Населення, осіб (1999) | Населення, осіб (2009) | Населення, осіб (2021) | Центр       | Населені пункти |
| ------------------------------------- | ---------- | ---------------------- | ---------------------- | ---------------------- | ---------------------- | ----------- | --------------- |
| Шарська міська адміністрація          | -          | 14521                  | 11658                  | 9112                   | 7223                   | Шар         | 5               |
| Ауезовська селищна адміністрація      | -          | 4420                   | 4239                   | 2834                   | 2859                   | Ауезов      | 2               |
| Жангізтобинська селищна адміністрація | -          | 4921                   | 5067                   | 4325                   | 3675                   | Жангізтобе  | 3               |
| Жарминська селищна адміністрація      | -          | 1745                   | 1475                   | 1165                   | 745                    | Жарма       | 2               |
| Суикбулацька селищна адміністрація    | -          | 4217                   | 2789                   | 2358                   | 1418                   | Суикбулак   | 5               |
| Акжальський сільський округ           | -          | 5273                   | 3688                   | 2063                   | 1655                   | Жанаозен    | 2               |
| Аршалинський сільський округ          | -          | 1373                   | 984                    | 581                    | 376                    | Аршали      | 2               |
| Бельтерецький сільський округ         | -          | 1881                   | 1365                   | 813                    | 525                    | Белтерек    | 3               |
| Божегурський сільський округ          | -          | 1703                   | 1234                   | 915                    | 692                    | Салкинтобе  | 3               |
| Бірліцький сільський округ            | -          | 1666                   | 1309                   | 823                    | 811                    | Бірлік      | 1               |
| Бірлікшильський сільський округ       | -          | 1616                   | 967                    | 583                    | 435                    | Сулусари    | 2               |
| Жарицький сільський округ             | -          | 2337                   | 1860                   | 1234                   | 716                    | Жарик       | 2               |
| Калбатауський сільський округ         | -          | 14046                  | 12685                  | 10871                  | 11306                  | Калбатау    | 3               |
| Капанбулацький сільський округ        | -          | 2238                   | 1549                   | 1011                   | 752                    | Капанбулак  | 5               |
| Карасуський сільський округ           | -          | 3037                   | 1919                   | 1318                   | 742                    | Кіши-Карасу | 3               |
| Каратобинський сільський округ        | -          | 2756                   | 1974                   | 1316                   | 938                    | Каратобе    | 3               |
| Кизилагаський сільський округ         | -          | 2317                   | 1501                   | 823                    | 399                    | Кизилагаш   | 2               |
| Ушбіїцький сільський округ            | -          | 2592                   | 2225                   | 1436                   | 1265                   | Ушбіїк      | 1               |
| Шалабаївський сільський округ         | -          | 2215                   | 1794                   | 1189                   | 928                    | Шалабай     | 1               |

## Найбільші населені пункти
Нижче наведено список населених пунктів з чисельністю населення понад 1000 осіб:
| № | Населений пункт | Населення, осіб (1989) | Населення, осіб (1999) | Населення, осіб (2009) | Населення, осіб (2021) |
| - | --------------- | ---------------------- | ---------------------- | ---------------------- | ---------------------- |
| 1 | Калбатау        | 12585                  | 11809                  | 10214                  | 10763                  |
| 2 | Шар             | 10428                  | 9482                   | 8156                   | 6719                   |
| 3 | Ауезов          | 4231                   | 3993                   | 2618                   | 2766                   |
| 4 | Жангізтобе      | 4849                   | 4090                   | 3002                   | 2545                   |
| 5 | Жанаозен        | 1841                   | 1909                   | 1423                   | 1471                   |
| 6 | Ушбіїк          | 2272                   | 2050                   | 1333                   | 1265                   |
| 7 | Шуак            | -                      | 872                    | 1220                   | 1110                   |